# Milena Ivšínová
Milena (též Emilie) Ivšínová, rozená Emilie Frkalová (16. května 1893, Zlámanka (dnes Kroměříž) – 10. května 1976, Praha) byla česká spisovatelka.

## Život
Milena Ivšínová se narodila 16. května 1893 ve vsi Zlámanka, dnes část města Kroměříž. Některé zdroje uvádějí její příjmení ve verzi „Ivšinová“, bývá též uváděn pseudonym „Agata“.
Byla provdána za bývalého důstojníka československých legií v Rusku, plukovníka čsl. armády PHDr. Konstantina N. Ivšina (1887 Kyjev – 1962 Praha).
Nejznámější knihou Mileny Ivšínové je Chudá Janinka, příběh děvčátka ze vsi poblíž Kroměříže. V období 1940–1945 přispívala svými fejetony pravidelně do deníků Národní politika a Lidové noviny.
Je též uvedena jako autorka posudku filmového scénáře. Po roce 1946 již záznamy o publikační činnosti Mileny Ivšínové nebyly nalezeny.
Žila v Praze, kde také zemřela.

## Dílo
- Stíny lásky (román, vydal Ferdinand Svoboda, 1938)
- Čím budu? (povídky pro mládež, redigovala M. Ivšínová, vydal F. Kosek, 1943)
- Maminky velkých Čechů (il. František Prchlík, vydal F. Kosek, 1946)
- Chudá Janinka (příběhy dobrého děvčátka, il. Alena Brabcová, vydal Garmond, Praha, 1946)